# José Rondeau
José Rondeau (Buenos Aires, 4 de maio de 1775 — Montevidéu, 18 de novembro de 1844) foi um militar e político argentino.